# Ficedula elisae
El papamoscas de China (Ficedula elisae) es una especie de ave paseriforme de la familia Muscicapidae endémica de China y la península malaya.

## Distribución y hábitat
Es un pájaro migratorio que cría en el noreste de China, y se desplaza al sur para pasar el invierno en la península malaya.

## Taxonomía
Se consideró durante mucho tiempo una subespecie del papamoscas narciso, pero las diferencias morfológicas y de sus cantos condujeron a considerarlas especies separadas.
La forma beijingnica, que se describió como una especie separada y también como una subespecie del papamoscas de China, ahora se considera que se trataba de machos de primer año de papamoscas de China, por lo que ya no se considera un taxón válido.